# Cigarettetui

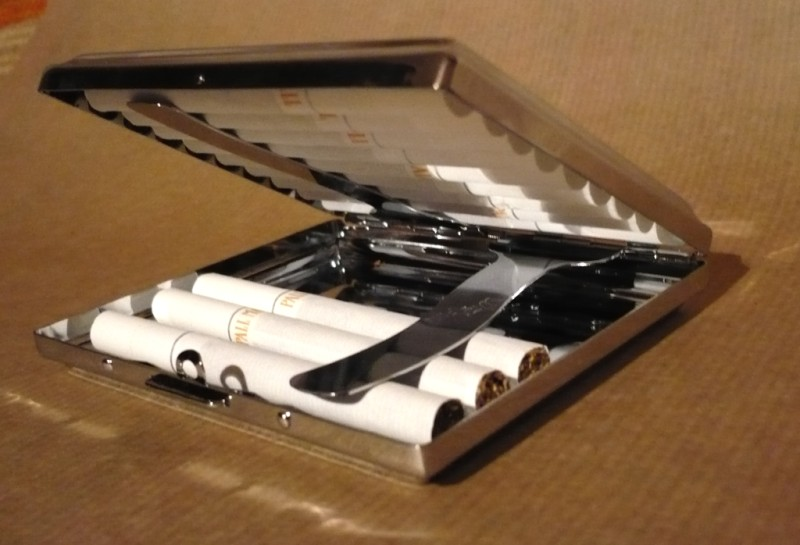
Ett cigarettetui i aluminium

Ett cigarettetui är en metallbehållare för cigaretter som används för att säkerställa att cigaretterna inte går sönder. I modern tid har även cigarettetuier tillverkats i plast.
Cigarettetuier är vanligen platta av cigarettslängd. De kan öppnas och i varje halva förvaras en rad av cigaretter som hålls på plats av en fjäder eller ett elastiskt band. Inom rökkulturen, kan cigarettetuier vara en moderiktig accessoar. Som sådana kan de göras av ädla metaller, prydda med konstnärliga gravyrer och juveler. 